# Paul Geleff

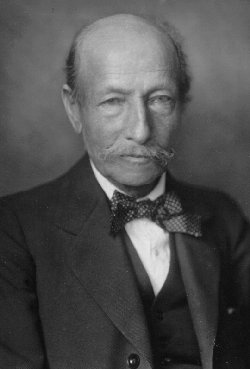
Paul Geleff

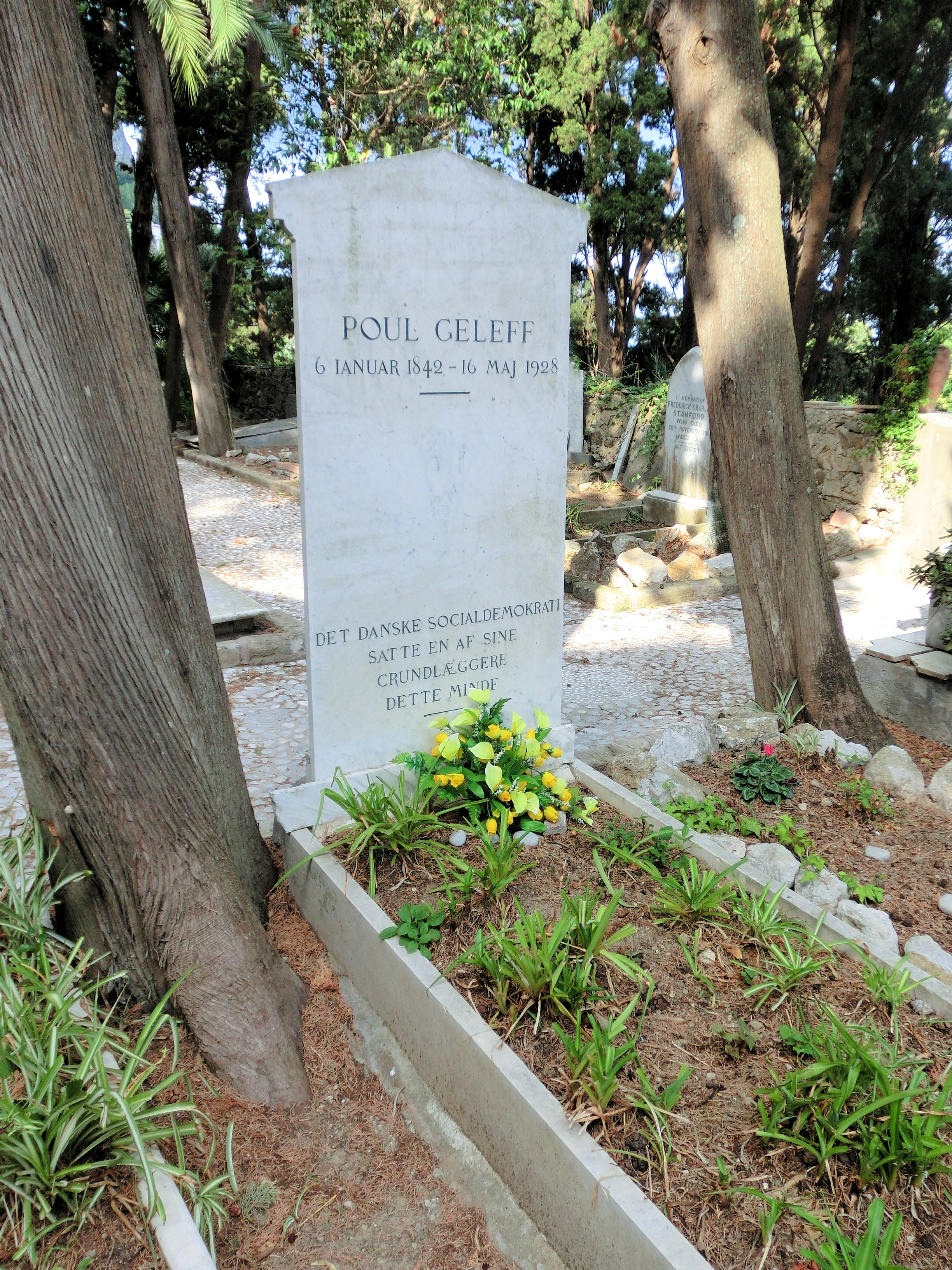
Grab auf Capri

Paul Johansen Geleff (auch Poul Johansen Geleff; * 6. Januar 1842 in Bredebro, Nordschleswig; † 16. Mai 1928 auf Capri) war ein dänischer Sozialist und Mitbegründer der dänischen Sozialdemokraten.

## Leben
Paul Geleff war Sohn eines Kleinbauern und wurde 1864 Lehrer. Er arbeitete als Journalist und gab 1867 das Blatt Hejmdal heraus, wofür er eine Geldstrafe kassierte, weil er den preußischen Staat beleidigt haben soll.
Im Oktober 1871 war Geleff zusammen mit Louis Pio und Harald Brix Mitbegründer der dänischen Sozialdemokratie als Abteilung der Ersten Internationalen.
Von 1871 bis 1874 arbeitete er für die Zeitung Socialisten bzw. ab Mai 1874 bis 1877 für die Zeitung Social-Demokraten.
Nach der Slaget på Fælleden 1872, einem gewalttätigen Zusammenstoß von streikenden Arbeitern und der Staatsmacht, wurde er zu drei Jahren Gefängnis verurteilt. Ihm wurde vorgeworfen, zusammen mit Pio und Brix zu einem Umsturz aufgerufen zu haben.
1877 emigrierte Geleff zusammen mit Pio in die USA. Dort kam es schnell zum Bruch mit Pio, über den er 1877 eine selbstironische Schrift mit dem Titel Den rene, skære Sandhed om Louis Pio og mig selv (Die reine, pure Wahrheit über Louis Pio und mich selbst) veröffentlichte. In dem Buch enthüllte er, dass Pio und er von der dänischen Polizei bedroht und bestochen wurden, um Dänemark zu verlassen. Dieses Verhalten der beiden Sozialistenführer wurde von den Genossen daheim als Verrat gewertet.
Geleff kehrte erst 1920 auf Bitten der Sozialdemokraten wieder nach Dänemark zurück. Er erhielt für den Rest seiner Tage eine Parteirente. Nach einem einjährigen Aufenthalt in Nyborg wurde Geleff aufgrund seines schlechten Gesundheitszustandes nach Capri geschickt, wo er auch verstarb.
Er wurde auf dem Nicht-Katholischen Friedhof der Insel beigesetzt.